# Черношапочный тайфунник
Черноша́почный тайфу́нник, или черноголовый тайфунник (лат. Pterodroma hasitata), — вид морских птиц из семейства буревестниковых. Подвидов не выделяют. 
Распространён на островах Карибского моря. Иногда взрослые птицы встречаются у юго-восточного побережья США, очень редко — в юго-западной Европе. Гнездится на Гаити, Кубе и некоторых Антильских островах. 
Черношапочный тайфунник гнездится в расщелинах скал или земляных норах. Глубина нор составляет от 0,5 до 3,0 м. Общую численность популяции оценивают примерно в 1000—2000 взрослых особей. Ямайский подвид Pterodroma hasitata caribbaea с 1880-х годов в природе не наблюдался.